# Rheinisches Stellensystem

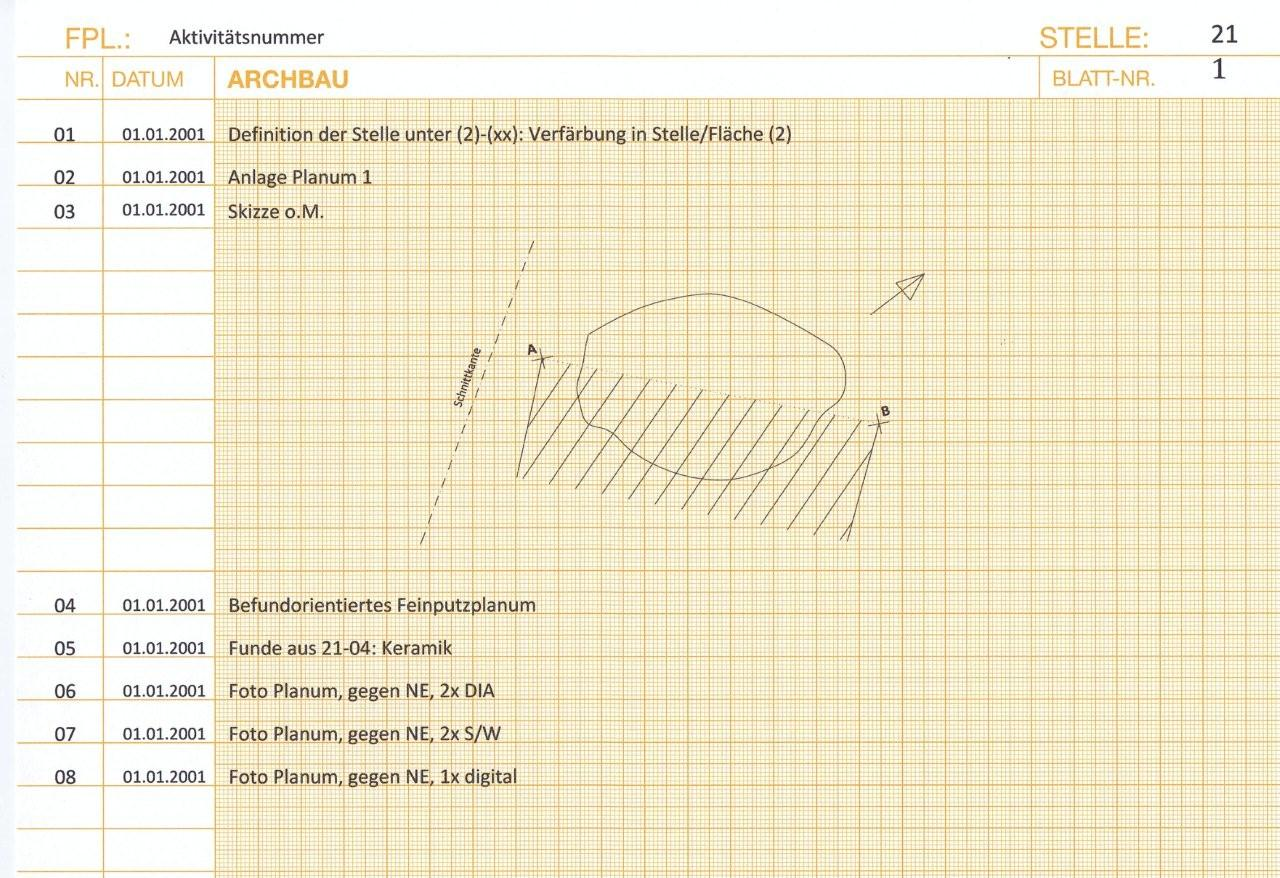
Beispiel einer Befundstellenkarte

Das Rheinische Stellensystem ist ein Dokumentationssystem für archäologische Ausgrabungen.

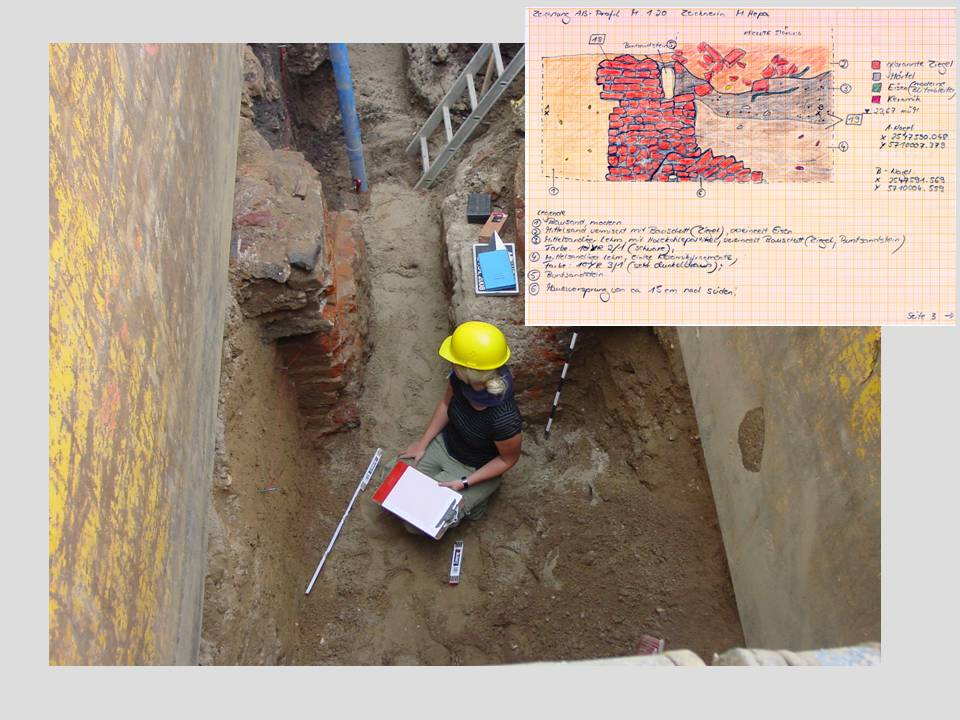
Grabungsdokumentation auf Stellenkarten

In mehreren deutschen Bundesländern wird zur Dokumentation von archäologischen Befunden ein Stellensystem eingesetzt. Für Nordrhein-Westfalen wird dieses System durch die jeweiligen Fachämter LVR-ABR, RGM und mit Einschränkungen vom LWL-LMfA Münster vorgeschrieben. Auch die Empfehlungen des Verbandes der Landesarchäologen in Deutschland sehen das Stellensystem vor.
Entwickelt wurde das Rheinische Stellensystem vom LVR-Amt für Bodendenkmalpflege im Rheinland (ABR) für Feld- und Stadtkerngrabungen.
Auftretende Befunde erhalten eine laufende Nummer und werden fortan als Stelle bezeichnet. Jeder Stelle wird eine Karteikarte mit Millimetereinteilung im DIN-A4-Format, die sogenannte Stellenkarte, zugeordnet, auf welcher detailliert nach den Vorgaben des jeweiligen Fachamtes jeder Arbeitsschritt festgehalten wird. Auch erfolgt eine maßstabgetreue zeichnerische Dokumentation direkt auf die zugewiesene Stellenkarte, sofern der Maßstab dieses zulässt. 
Neben den Befunden erhalten darüber hinaus die gesamte Grabung sowie einzelne Abschnitte (Teilflächen) übergeordnete Stellenkarten, sogenannte Flächenstellenkarten. 
Bei strenger Anwendung des Rheinischen Stellensystems wird unter Stelle 1 das Grabungstagebuch ebenfalls auf Stellenkarten geführt.
Ein Vorteil dieses Dokumentationssystems ist es, dass bei wechselnden Bearbeitern ein zweiter in die Lage versetzt wird, unter Zuhilfenahme der Befundstellenkarte nahtlos und ohne spezielle Einweisung einen Befund weiter abzuarbeiten.